# Tesla Roadster Илона Маска
Tesla Roadster Илона Маска — спортивный электромобиль американского предпринимателя Илона Маска марки Tesla Roadster, который в 2018 году был запущен в качестве макета полезной нагрузки тестовой миссией ракеты Falcon Heavy. И машина, и ракета были произведены компаниями, основанными и управляемыми Маском — Tesla Motors и SpaceX.
Машина 6 февраля 2018 года была выведена на околоземную орбиту. Позднее она была выведена на эллиптическую орбиту вокруг Солнца, афелий которой находится немногим дальше орбиты Марса. Первый сегмент орбиты схож с гомановской траекторией от Земли до Марса. Автомобиль не приблизится к самому Марсу и не будет выводиться на орбиту вокруг него.
Лицензия на запуск была выдана Office of Commercial Space Transportation США 2 февраля 2018 года.

## Описание
Целью запуска Roadster на испытательном полёте Falcon Heavy была демонстрация того, что ракета может запускать полезную нагрузку до орбиты Марса. Tesla Roadster — электрический спорткар. Компания Tesla Motors произвела около 2450 экземпляров Roadster для всего мира между февралем 2008 года и декабрем 2012 года. Автомобиль цвета «Полуночная вишня», запущенный в космос, является одним из автомобилей принадлежащих Илону Маску, был произведён в 2010 году и получил VIN #686.
В связи с большими рисками при первом запуске новой ракеты Маск заявлял, что он намеревался запустить «самую глупую вещь, которую мы можем себе представить» на новой ракете, но точная полезная нагрузка не была известна до объявления того, что это будет Roadster. Первоначально были противоречивые сообщения о том, был ли Roadster фиктивным анонсом, но Маск и многие сотрудники SpaceX позже подтвердили достоверность анонса. 22 декабря Маск опубликовал фотографии автомобиля сделанные до интеграции полезной нагрузки. Автомобиль был установлен в наклонном положении над адаптером полезной нагрузки для того, чтобы учесть распределение массы. 5 февраля Илон Маск опубликовал фотографии автомобиля за день до запуска, продемонстрировав манекен в космическом скафандре SpaceX, сидящий за рулём автомобиля.
В дополнение к манекену-астронавту по имени Starman звуковая система автомобиля при запуске играла песню «Space Oddity» Дэвида Боуи, а в бардачке лежит копия романа «Автостопом по галактике» Дугласа Адамса и полотенце с надписью Don’t Panic (рус. Без паники).

## Запуск в космос

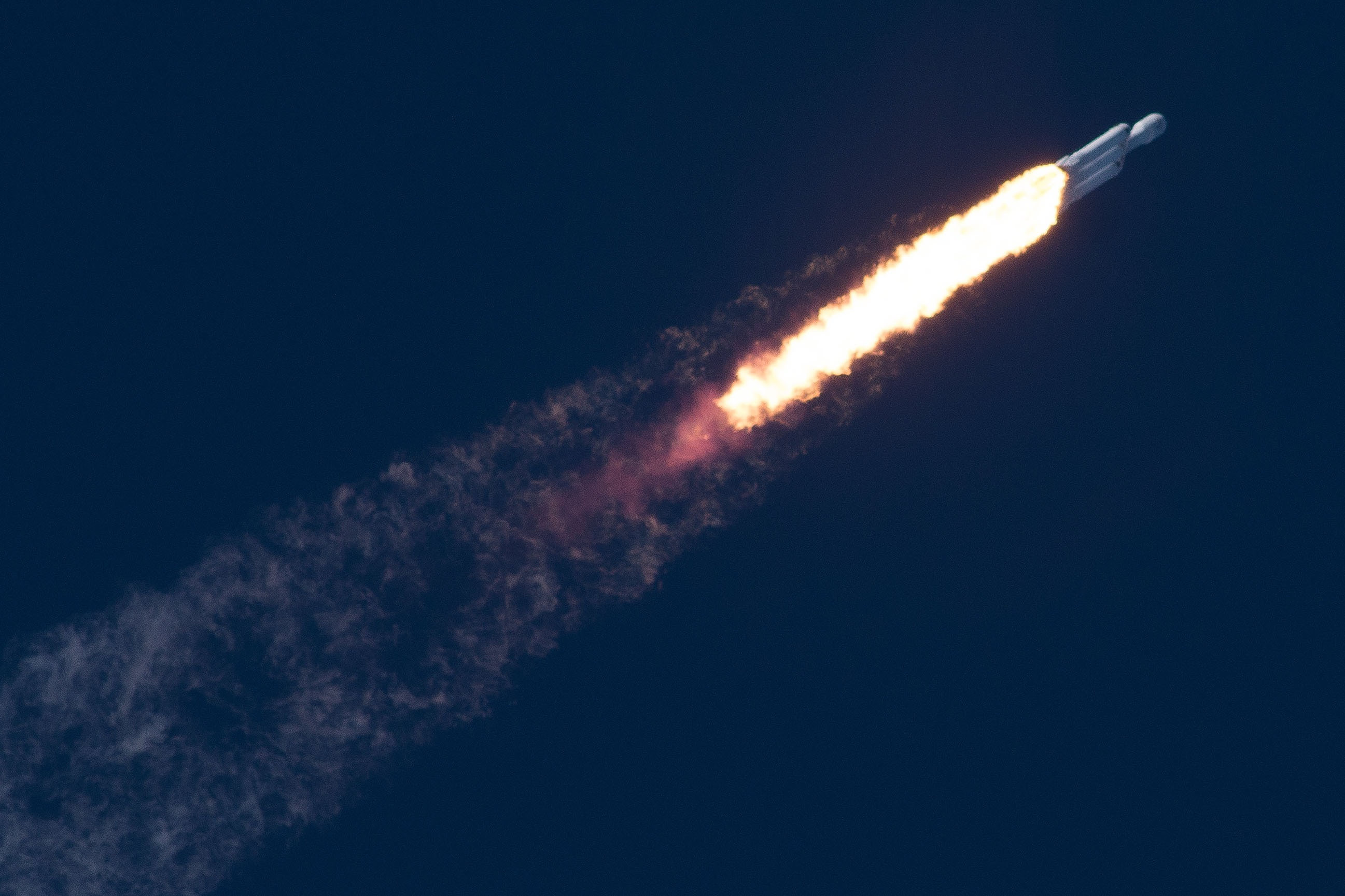
Ракета Falcon Heavy, выведшая автомобиль на орбиту

Ракета Falcon Heavy была запущена со Стартового Комплекса 39A Космического центра Кеннеди 6 февраля 2018 года в 20:45 UTC и вывела макет полезной нагрузки на околоземную орбиту перед дальнейшим выводом на околосолнечную эллиптическую орбиту. На 29-й минуте полёта второе, 30-секундное включение ступени подняло орбиту до 180 × 6951 км, наклонение 29°. Последнее, третье включение двигателя второй ступени выполнено через 6 часов после запуска, оно направило ступень на гелиоцентрическую орбиту с перигелием 0,98 а. е. и афелием 1,67 а. е. В июле 2018 года Roadster пересек орбиту Марса, а в ноябре достиг максимального удаления от Солнца — 255 млн км, немного дальше орбиты Марса. Сначала при вычислении параметров орбиты была допущена ошибка, однако через некоторое время астроном Гарвард-Смитсоновского центра астрофизики уточнил параметры орбиты и подтвердил, что она совпадает с ранее запланированной и не находится на пути к поясу астероидов.
Первый сегмент орбиты схож с гомановской траекторией от Земли до Марса. Однако, поскольку запуск произошёл вне окна, во время которого можно сделать перелёт (апрель-май 2018 года), автомобиль не встретится с Марсом на афелии. Даже если запуск произошёл бы в правильное время, ни нагрузка, ни верхняя ступень Falcon Heavy не спроектированы для того, чтобы работать в межпланетном пространстве, не имея возможностей к маневрированию и коммуникации для того, чтобы выйти на орбиту вокруг Марса. Целью вывода Roadster на данную орбиту является демонстрация того, что Falcon Heavy может выводить нагрузку до Марса и дальше. Согласно словам Маска, батареи Tesla хватит всего на 12 часов после запуска, что ограничивает время прямой трансляции.
Утром 7 октября 2020 года Tesla Roadster с манекеном на борту пролетел в 7,41 млн километров от Марса.
2 января 2025 года астроном-любитель из Турции обнаружил на расстоянии 240 тысяч км от Земли новый астероид, который затем был внесён в каталог Центра малых планет при Гарвард-Смитсоновском центре астрофизики в Кембридже и получил обозначение 2018 CN41. Однако через несколько часов выяснилось, что найденным объектом был находящийся на орбите автомобиль Tesla Roadster, после чего запись удалили.

## Галерея

Кадры с камер, смонтированных на автомобиле
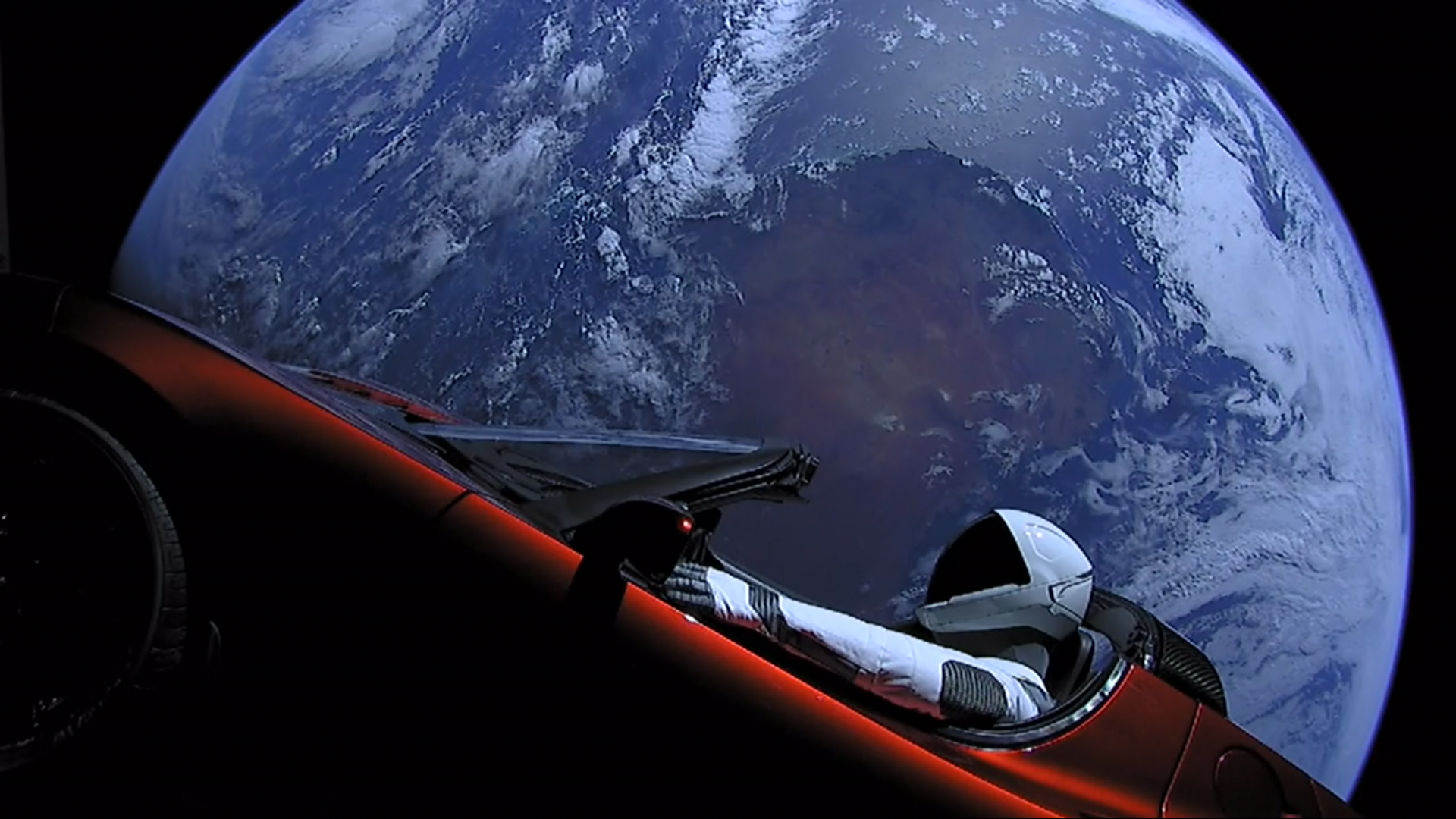
Вид с боковой камеры, на орбите вокруг Земли
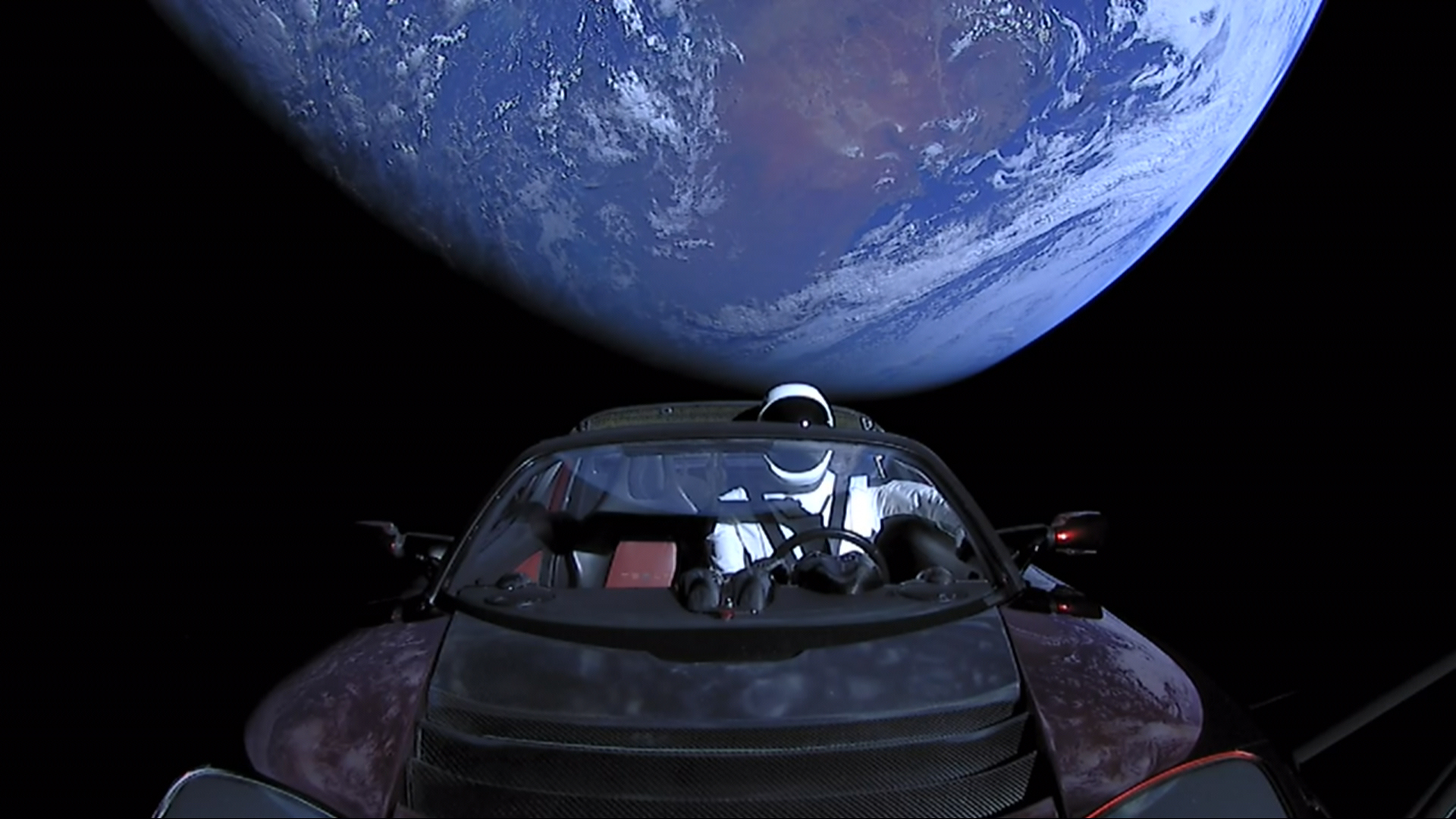
Вид с камеры спереди, на орбите вокруг Земли
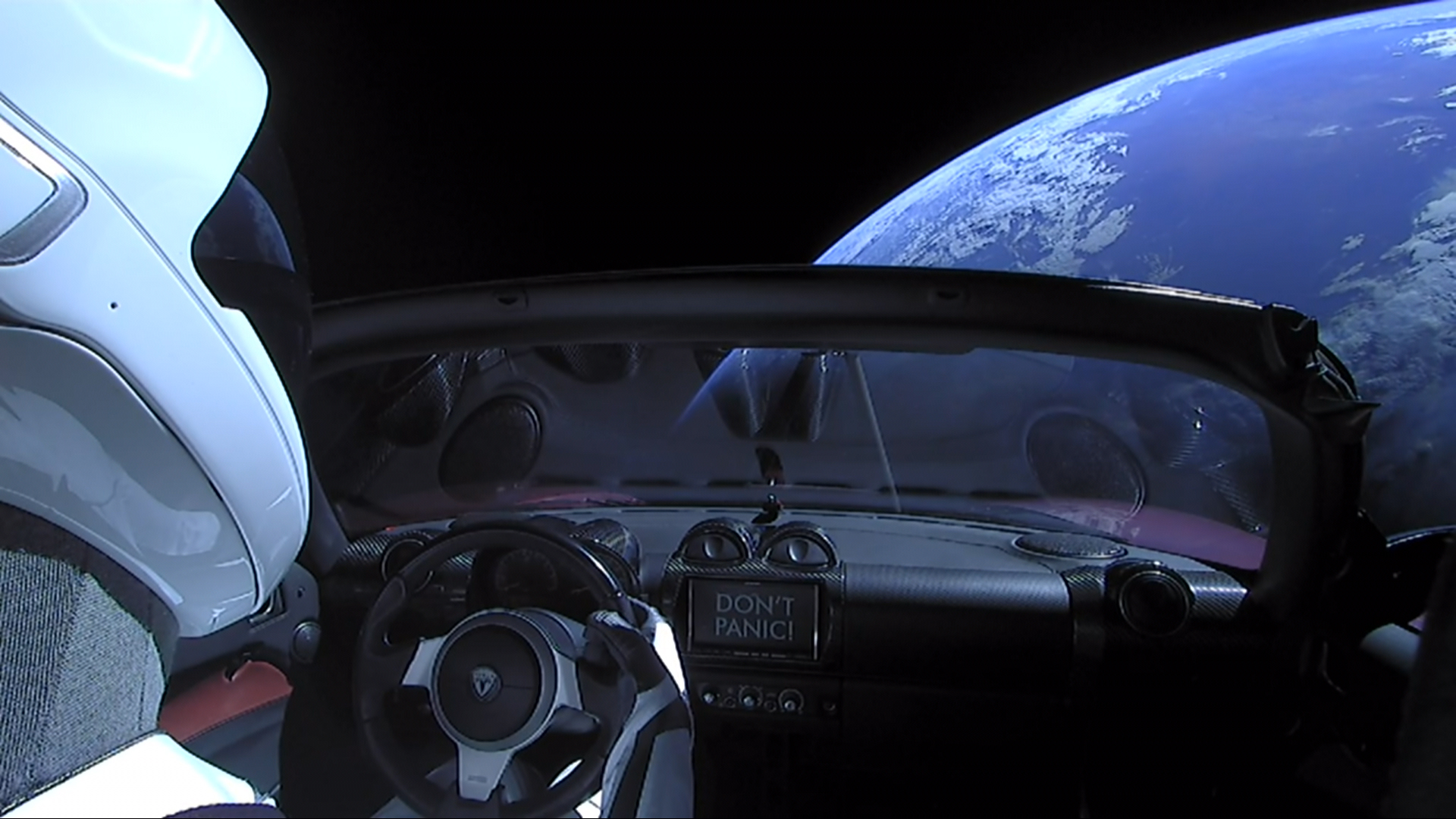
Вид с камеры за креслом, на орбите вокруг Земли
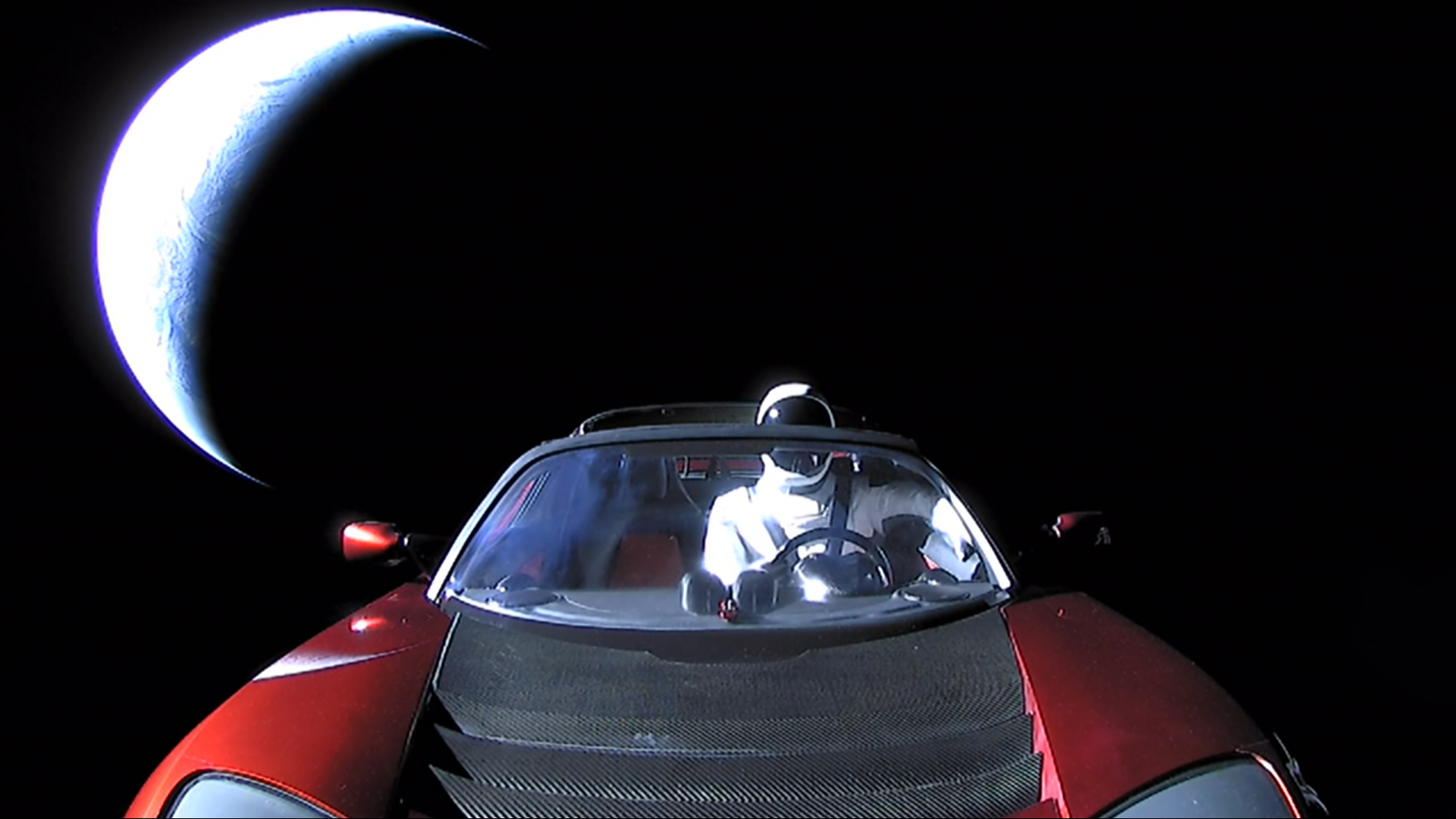
Последний опубликованный кадр, после придания импульса выхода на солнечную орбиту